# Postelnic
Postelnic ou Stratornic est un titre porté par certains boyards dans les principautés de Moldavie et de Valachie. À l'origine, il correspond à la fonction de chambellan mais devient, au XIXe siècle l'équivalent d'un ministre des Affaires étrangères.